# Ernst Breitholtz
Ernst Georg Breitholtz, född 9 februari 1905 i Hultsfred, Kalmar län, död 10 januari 1991 i Kristvalla, Kalmar län, var en svensk industriman.
Efter studentexamen i Västervik 1927 och studier vid Påhlmans Handelsinstitut och Handelshögskolan i Stockholm vidtog studier vid Columbia University i New York och University of California, Berkeley med en mastersexamen MSc i marketing 1937. Breitholtz anställdes i AGA-koncernens huvudkontor på Lidingö 1930, blev disponent för AGA i Kalmar 1943, distriktschef 1964 och var VD för AGA:s syrgasfabrik i Oskarshamn 1949-1970. Breitholtz var Greklands konsul i Kalmar 1967-1973 och engagerades som styrelseledamot i flera företag och organisationer som Svenska Syrgasfabriken AB 1949, Smålands och Blekinge Handelskammare 1961, Kalmar läns hemvärnsförbund 1950, Anglo-Swedish Society, Calmare Nyckel, Vasa Orden of America och Svenska Frimurareorden.
Under sina år som Greklands konsul fick Breitholtz kritik i media från vänsterhåll, som menade att han borde avgå som en markering av avståndstagande från den militära junta som då tagit makten i Grekland. Mot det hävdade Breitholtz att hans uppdrag som konsul innebar en möjlighet att hjälpa de inte så få greker som bosatt sig i Sverige med konsulära uppgifter och att han därför avsåg fullfölja sitt uppdrag, vilket han också gjorde. Breitholtz hävdade också att han inte utnämnts av juntan men av Greklands tidigare regering under kung Konstantin.
Breitholtz var 1959-61 medlem i styrelsen för Rotary International. Han valdes till världspresident för Rotary International 1971-1972 och verkade då från huvudkontoret i Evanston, Illinois. Som sådan antog han valspråket ”Good Will Begins With You”. Under sin presidenttid fick han bl.a. audiens hos påven Paulus VI och invigde den första Rotaryklubben i dåvarande östblocket, den i Warszawa. Breitholtz var även efter sin presidenttid engagerad internationellt inom Rotaryrörelsen, bl.a. som ordförande i Rotary Foundation 1975. Han formulerade också ett antal pregnanta sentenser som "Rotary is not an organization. Rotary is a philosophy", "Step aside and let God use you" samt hans ovan citerade valspråk. En utställning om hans engagemang i Rotaryrörelsen visades på Kalmar slott 1988.